# Cahir
Cahir (en irlandais : Cathair Dún Iascaigh, « le Fort en pierre du poisson ») est une ville située dans le comté de Tipperary en Irlande. Elle est située à 15 kilomètres du Rock of Cashel et à 20 kilomètres de Clonmel, elle compte autour de 3 500 habitants.

## Histoire
Le nom Cathair ou an Chathair signifie "fort en pierre", tandis que Cathair Dún Iascaigh peut se traduire par "ville du fort de la pêche". Dans les récits plus anciens, le nom était souvent écrit "Caher". L'abbaye de Cahir a été fondée à la fin du XIIe siècle.
Pendant une grande partie de son histoire, la ville a été influencée par la dynastie des Butler. C’est de cette famille que furent issus les premiers barons de Cahir. Elle était reconnue pendant de longues périodes comme une ville défensive.
Cahir, ainsi que Clonmel, furent des centres de population quaker dans le sud du Tipperary. Ils y construisirent une maison de réunion sur Abbey Street en 1833. Les principaux noms de famille quakers, principalement engagés dans le secteur meunier, étaient Grubb, Going et Walpole. Cahir fut l’une des premières villes reliées par des services de diligence au XIXe siècle, grâce à Charles Bianconi qui établit des liaisons entre Clonmel, Cahir et Cashel. Le bâtiment situé sur The Square, à l’endroit où se trouve aujourd'hui The Galtee Inn, servait de point d’arrêt pour les diligences de Bianconi.[réf. nécessaire]

## Services et attractions
Le château de Cahir, situé sur une petite île de la rivière Suir, est l'une des principales attractions touristiques de la ville. Cahir possède une belle église paroissiale Église d'Irlande, encore en usage, conçue par John Nash, l’un des trois seuls bâtiments religieux qu’il ait conçus en Irlande. Une autre attraction importante est le Swiss Cottage ; de plus, la ville propose de nombreuses promenades thématiques patrimoniales. Les Montagnes de Galtee à proximité forment la plus grande chaîne de montagnes intérieure d’Irlande et abritent la forêt de Glengarra, un lieu populaire pour les randonnées. Les Montagnes de Knockmealdown se trouvent au sud de la ville, tandis qu'au sud-ouest se situent les grottes de Mitchelstown. Le barrage à saumons, situé en face du château, est un lieu de pêche apprécié.
Cahir est une petite ville de patrimoine. Un centre commercial est situé autour de la place principale près de Castle Street. La ville dispose d'un centre de loisirs (Duneske), d'un terrain de football tout temps, de courts de tennis tout temps, d'une piste de VTT de descente et d'enduro, ainsi que d'un terrain de sports gaéliques. Un parcours de golf de 18 trous se trouve en dehors de la ville.

## Éducation
Les écoles de la ville comprennent Bunscoil na Cathrach (école primaire) et Coláiste Dún Iascaigh (école secondaire). En 2022, Our Lady of Mercy Primary School et Cahir Boys National School ont fusionné pour former Bunscoil na Cathrach.

## Sports
Cahir compte plusieurs équipes sportives dans divers domaines. Cahir GAA est l’équipe locale de football gaélique et joue sur le terrain de GAA situé sur la route d’Ardfinnan. Elle a remporté le Tipperary Senior Football Championship en 2003. Cahir Park AFC est l'équipe locale de football junior. Fondée en 1910, elle est l’une des plus anciennes équipes de football junior du pays. Le terrain est situé dans le parc de Cahir, sur la route d’Ardfinnan.

## Relations internationales
Depuis 2003, Cahir est jumelée avec la ville de Scarborough en Angleterre.

## Personnalités notables
- Richard Butler, 2e comte de Glengall
- John Noel Dempsey (1915–89), homme politique du Connecticut
- William Joshua Ffennell (1799–1867), réformateur irlandais de la pêche
- Edmund Keating Hyland (1780–1845), joueur de uilleann pipes ; une statue à son effigie se trouve sur la place principale de Cahir
- Michael Murphy (1831–93), récipiendaire de la Croix de Victoria, ultérieurement retirée
- Tommy O'Donnell, joueur de rugby pour le Munster et l’Irlande
- Richard Pennefather, juge irlandais, enterré à Cahir
- Marian Tobin (1870–1955), responsable d’une maison sûre pendant la guerre d'indépendance irlandaise

Le château
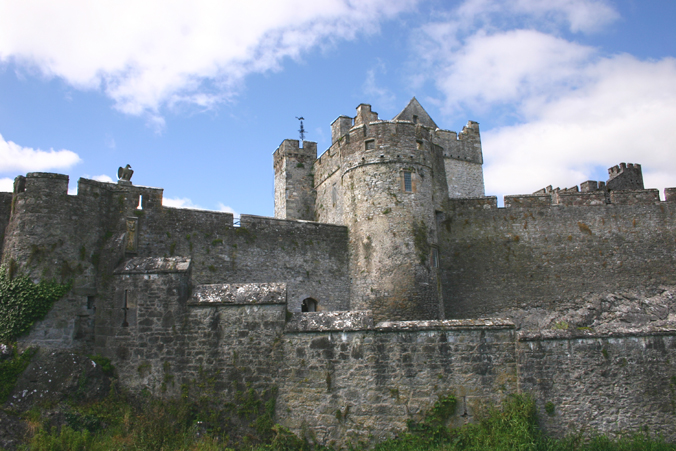
Château de Cahir
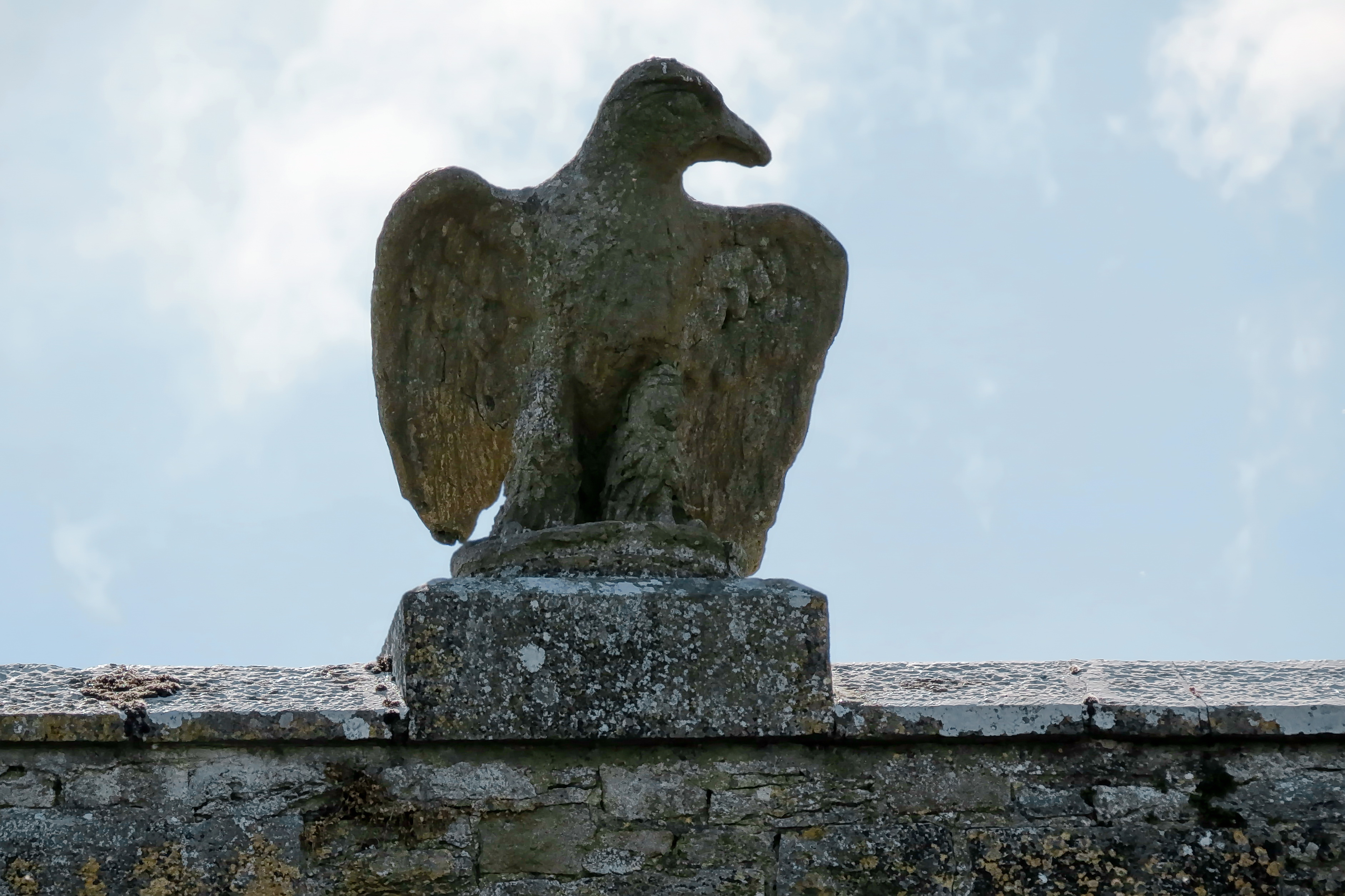
Le château.
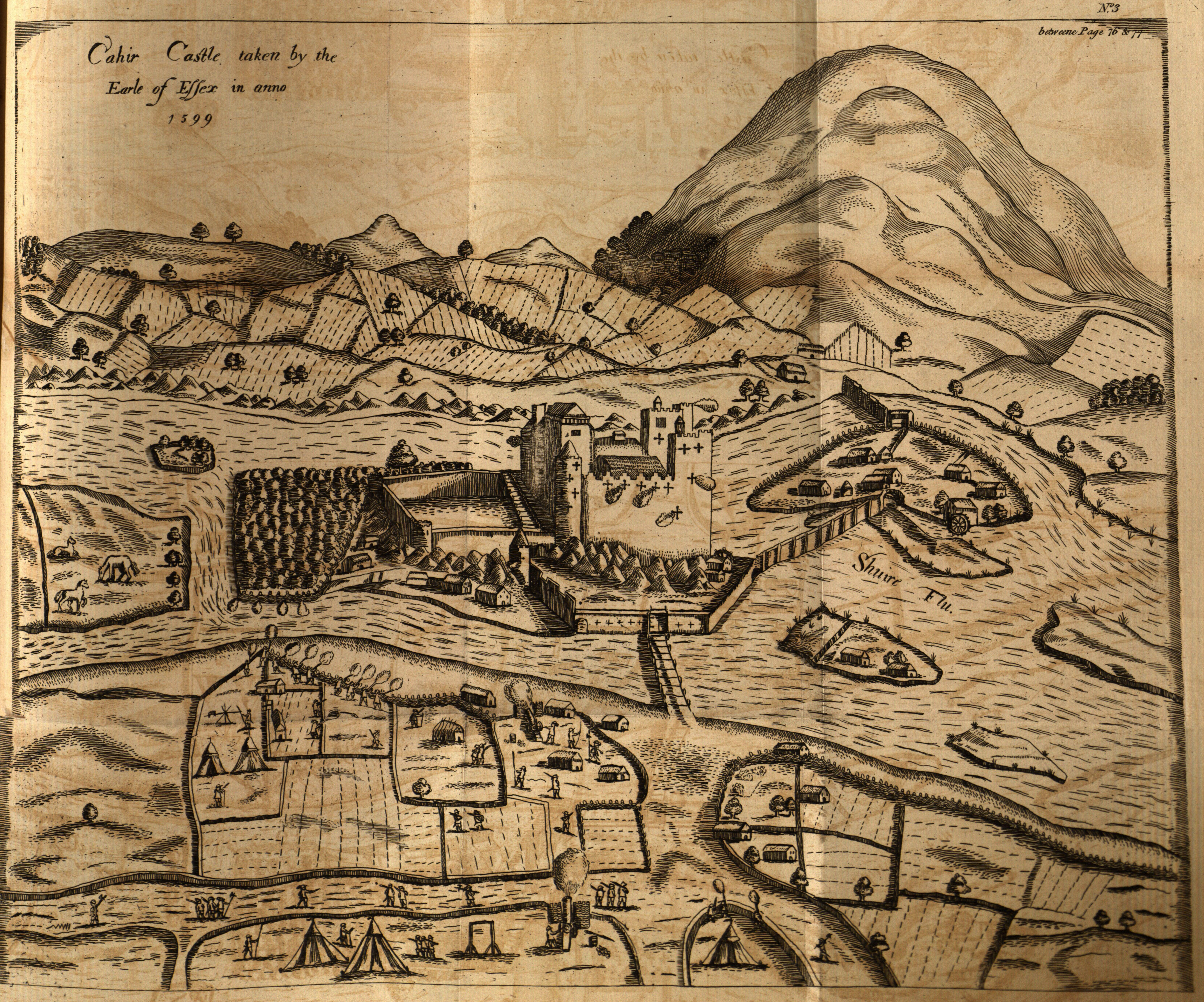
Un plan de 1599
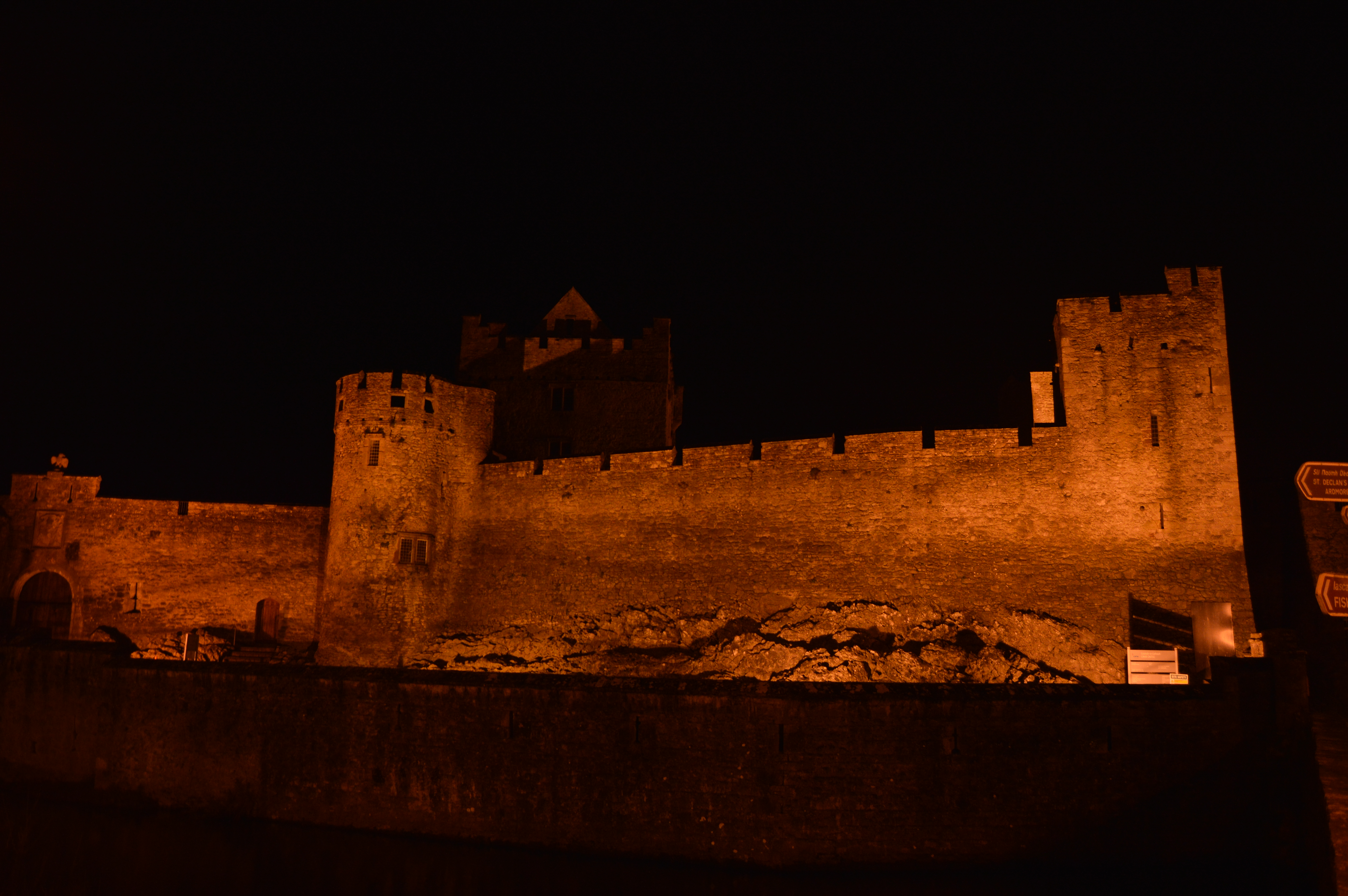
Château de Cahir, Tipperary, la nuit.

## Évolution démographique
| 1821  | 1831  | 1841  | 1851  | 1861  | 1871  | 1881  | 1891  | 1901  |
| ----- | ----- | ----- | ----- | ----- | ----- | ----- | ----- | ----- |
| 3 288 | 3 408 | 3 668 | 3 694 | 2 926 | 2 694 | 2 469 | 2 046 | 2 058 |

| 1911  | 1926  | 1936  | 1946  | 1951  | 1956  | 1961  | 1966  | 1971  |
| ----- | ----- | ----- | ----- | ----- | ----- | ----- | ----- | ----- |
| 1 930 | 1 709 | 1 638 | 1 652 | 1 589 | 1 731 | 1 662 | 1 740 | 1 747 |

| 1981  | 1986  | 1991  | 1996  | 2002  | 2006  | 2011  | 2016  | - |
| ----- | ----- | ----- | ----- | ----- | ----- | ----- | ----- | - |
| 2 120 | 2 118 | 2 055 | 2 236 | 2 794 | 3 381 | 3 578 | 3 593 | - |

## Environnement
La ville a remporté l'Irish Tidy Towns Competition en 2022, dans la catégorie jeunes participants.

## Cinéma
Le château de Cahir a été utilisé en 1980 pour les besoins du tournage d'Excalibur de John Boorman et en 1995 pour le tournage de Braveheart de Mel Gibson